# Njoe-Jork
Njoe-Jork (Oekraïens en Russisch: Нью-Йорк) is een plaats in rajon Bachmoet, oblast Donetsk, in het oosten van Oekraïne. De plaats ligt 38 kilometer ten noorden van het centrum van de stad Donetsk en tien kilometer ten zuiden van Toretsk. 

## Geschiedenis
Njoe-Jork werd in de negentiende eeuw door Duitse kolonisten, hoofdzakelijk mennonieten, gesticht. Tijdens de Tweede Wereldoorlog werd de plaats van oktober 1941 tot september 1943 bezet door nazi-troepen. Van 1951 tot 2021 heette de nederzetting Novhorodske. Per 1 juli 2021 kreeg de plaats haar oorspronkelijke naam terug. Tijdens de Russische invasie van Oekraïne sinds 2022 claimde op 20 augustus 2024 het Russische leger Njoe-Jork te hebben veroverd.